# كارل هولت
كارل هولت (بالسويدية: Karl-Erik Hult)‏ هو مدرب كرة قدم ولاعب كرة قدم سويدي، ولد في 1936 في السويد، وتوفي في 11 مايو 2010. لعب مع GIF Nike ‏.